# Girard (Illinois)
Girard és una població dels Estats Units a l'estat d'Illinois. Segons el cens del 2000 tenia 2.245 habitants.

## Demografia
Segons el cens del 2000, Girard tenia 2.245 habitants, 864 habitatges, i 565 famílies. La densitat de població era de 922,1 habitants/km².
Dels 864 habitatges en un 34% hi vivien nens de menys de 18 anys, en un 48% hi vivien parelles casades, en un 12,4% dones solteres, i en un 34,6% no eren unitats familiars. En el 28,7% dels habitatges hi vivien persones soles el 15,2% de les quals corresponia a persones de 65 anys o més que vivien soles. El nombre mitjà de persones vivint en cada habitatge era de 2,49 i el nombre mitjà de persones que vivien en cada família era de 3,07.
Per edats la població es repartia de la següent manera: un 26,5% tenia menys de 18 anys, un 8,5% entre 18 i 24, un 28,6% entre 25 i 44, un 19,3% de 45 a 60 i un 17,1% 65 anys o més.
L'edat mediana era de 36 anys. Per cada 100 dones de 18 o més anys hi havia 87,5 homes.
La renda mediana per habitatge era de 31.806 $ i la renda mediana per família de 39.028 $. Els homes tenien una renda mediana de 29.537 $ mentre que les dones 22.266 $. La renda per capita de la població era de 15.090 $. Aproximadament el 10,2% de les famílies i el 13,2% de la població estaven per davall del llindar de pobresa.

## Poblacions més properes
El següent diagrama mostra les poblacions més properes.